# 옥산로 (군산시)
옥산로(Oksan-ro)는 전북특별자치도 군산시 개정동 운동장사거리에서 군산시 옥산면 남내교차로를 잇는 도로이다

## 주요 경유지
전북특별자치도
- 군산시 (개정동 - 옥산면)

## 노선
| 이름          | 접속 노선                  | 소재지 | 소재지 | 비고 |
| ------------- | -------------------------- | ------ | ------ | ---- |
| 운동장사거리  | 국도 제26호선 (번영로)     | 군산시 | 개정동 |      |
| 사정교        |                            | 군산시 | 개정동 |      |
|               | 옥산면                     | 군산시 |        |      |
| 사정1 교차로  | 사정동길                   | 군산시 |        |      |
| 봉서2 교차로  | 봉황길                     | 군산시 |        |      |
| 옥산 교차로   | 국도 제21호선 (새만금북로) | 군산시 |        |      |
| 남내 교차로   | 대위로 남내로              | 군산시 |        |      |
| 남내로와 직결 |                            |        |        |      |

## 주요 시설및 건물
- SK에너지 스마트 셀프주유소 (옥산로 16/사정동 29-2)
- S-OIL 직영주유소 (옥산로 154/쌍봉리 742-65)
- S-OIL 직영충전소 (옥산로 154/쌍봉리 742-65)
- GS칼텍스 리조트주유소 (옥산로 157/쌍봉리 779-3)
- GS25 군산옥산점 (옥산로 228/옥산리 75-3)
- CU 군산옥산점 (옥산로 235/옥산리 66-4)
- 옥산파출소 (옥산로 236/옥산리 78)
- 한국농어촌공사 군산지사 (옥산로 272-6/옥산리 1-5)